# Nwankwo Obiora
Nwankwo Obiora (ur. 12 lipca 1991 w Kadunie) – piłkarz nigeryjski grający na pozycji pomocnika. Od 2016 roku jest zawodnikiem klubu APO Lewadiakos.

## Kariera klubowa
Swoją karierę piłkarską Obiora rozpoczął w klubie Heartland FC. W 2006 roku zadebiutował w jego barwach w nigeryjskiej Premier League. W 2008 roku odszedł do Wikki Tourists z miasta Bauczi i grał w nim do 2009 roku. W 2009 roku został zawodnikiem Realu Murcia, ale nie rozegrał w nim żadnego spotkania w rozgrywkach Segunda División.
W 2010 roku przeszedł do Interu Mediolan. W Serie A zadebiutował 21 listopada 2010 w przegranym 1:2 wyjazdowym meczu z Chievo Werona. W Interze spędził rundę jesienną sezonu 2010/2011. Z Interem zdobył Superpuchar Włoch i Klubowe Mistrzostwo Świata.
W 2011 roku został wypożyczony do Parmy, w której swój debiut zanotował 15 maja 2011 w zwycięskim 1:0 domowym meczu z Juventusem. Latem 2011 podpisał kontrakt z Parmą. W sezonie 2011/2012 został wypożyczony do drugoligowego Gubbio, a w sezonie 2012/2013 do Padovy.
W 2013 roku został wypożyczony do CFR 1907 Cluj, a latem 2013 przeszedł do tego zespołu. Wiosną 2014 grał w Córdoba CF, a latem przeszedł do Académica Coimbra. W 2016 trafił do APO Lewadiakos.
| Sezon   | Klub              | Kraj       | Rozgrywki          | Mecze | Bramki |
| ------- | ----------------- | ---------- | ------------------ | ----- | ------ |
| 2006    | Heartland FC      | Nigeria    | Premier League     | ?     | ?      |
| 2007/08 | Heartland FC      | Nigeria    | Premier League     | ?     | ?      |
| 2008/09 | Wikki Tourists    | Nigeria    | Premier League     | ?     | ?      |
| 2009/10 | Real Murcia       | Hiszpania  | Segunda División   | 0     | 0      |
| 2010/11 | Inter Mediolan    | Włochy     | Serie A            | 2     | 0      |
| 2010/11 | Parma             | Włochy     | Serie A            | 1     | 0      |
| 2011/12 | Parma             | Włochy     | Serie A            | 1     | 0      |
| 2011/12 | Gubbio            | Włochy     | Serie B            | 18    | 2      |
| 2012/13 | Padova            | Włochy     | Serie B            | 14    | 0      |
| 2012/13 | CFR 1907 Cluj     | Rumunia    | Liga I             | 7     | 0      |
| 2013/14 | CFR 1907 Cluj     | Rumunia    | Liga I             | 11    | 0      |
| 2013/14 | Córdoba CF        | Hiszpania  | Segunda División   | 6     | 0      |
| 2014/15 | Académica Coimbra | Portugalia | Primeira Liga      | 27    | 0      |
| 2015/16 | Académica Coimbra | Portugalia | Primeira Liga      | 11    | 1      |
| 2016/17 | APO Lewadiakos    | Grecja     | Superleague Ellada | 0     | 0      |
| 2017/18 | APO Lewadiakos    | Grecja     | Superleague Ellada | 13    | 0      |

## Kariera reprezentacyjna
W 2009 roku Obiora wystąpił wraz z reprezentacją Nigerii U-20 na Mistrzostwach Świata U-20 i Mistrzostwach Afryki U-20. W dorosłej reprezentacji zadebiutował w 2012 roku. W 2013 roku został powołany do kadry na Puchar Narodów Afryki 2013.